# Mihail Nikolajevič Muravjov
Mihail Nikolajevič Muravjov (rusko Михаи́л Никола́евич Муравьёв, latinizirano: Mihail Nikolajevič Muravjov) je bil državnik Ruskega imperija, najbolj znan po brutalnem zatrtju januarske vstaje na Poljskem in v Litvi leta 1863, * 12. oktober 1796, Moskva, †  10. september 1866, Sankt Peterburg. 
Zatrti vstaji je sledila kulturna in družbena depolonizacija Severozahodnega kraja, zdaj Belorusija in Litva.  
Muravjova se ne sme zamenjati z njegovim vnukom Mihailom Nikolajevilčem Muravjovom, ki je bil od leta 1897 do 1900 zunanji minister Ruskega imperija. 

## Zgodnja leta
Med študijem na Univerzi v Moskvi je Muravjov ustanovil Matematično društvo, katerega predsednik je kasneje postal. V domovinski vojni leta 1812 se je prostovoljno prijavil v vojsko in bil ranjen v bitki pri Borodinu. Leta 1816 je postal soustanovitelj prvih decembrističnih društev in četudi po letu 1820 ni več aktivno sodeloval v gibanju, ga je policija po neuspešnem uporu decembra 1825 za kratek čas aretirala. Po nekaterih virih je med aretacijo sodeloval s preiskovalci in si s tem kupil svobodo. 
Na priprošnjo svojih visoko rangiranih sorodnikov je bil Muravjov leta 1826 imenovan za podguvernerja Vitebska in leta 1828 za guvernerja Mogiljova. Na teh položajih je postal znan po svoji ostri politiki rusifikacije. Muravjova so izkušnje iz novembrske vstaje na Poljskem  leta 1830  prepričale, da so za širjenje poljskega nacionalizma odgovorni predvsem rimskokatoliški duhovniki in poljski študenti. Posledično si je za prednostno nalogo zadal zaprtje Univerze v Vilni in izgon katoliških duhovnikov iz drugih izobraževalnih ustanov. Poročali so, da je nekoč izjavil: "Česar ni uspelo ruski puški, bodo dokončale ruske šole". 
Leta 1831 je Muravjov upravljal Grodno, naslednje leto pa so ga preselili v Minsk. Leta 1850 je bil imenovan za člana državnega sveta Ruskega imperija. V 50. letih 19. stoletja je bil podpredsednik Ruskega geografskega društva. Car Aleksander II. ga je imenoval za ministra za državno premoženje, položaj, ki ga je Murajov izkoristil za vodenje reakcionarne stranke, ki je nasprotovala ukinitvi tlačanstva. Njegovo upravljanje državnih kmetijskih gospodarstev se je izkazalo za katastrofalno in je mnoga od njih pripeljalo do bankrota. 

## Generalni guverner
Med januarsko vstajo leta 1863 je bil Muravjov imenovan za generalnega guvernerja Vilne. Gubernija Vilna je obsegala nekdanjo Veliko litovsko kneževino, to je današnjo Litvo, in del Belorusije. Kot guverner je uvedel popolno prepoved rabe latinice in litovskega jezika v tiskanih vsebinah. Prepoved je bila odpravljena šele leta 1904. Upor mu je uspelo hitro zatreti. Približno 9000 upornikov je ukazal preseliti v Sibirijo, 127 pa so jih demonstrativno obesili. Med uporniškimi voditelji, ki so jih usmrtili po njegovem ukazu, so bili Konstanty Kalinowski, Zygmunt Sierakowski in Antanas Mackevičius. Naselja, ki naj bi podpirala upornike, so morala plačati ogromne davke. Posledično je Muravjov med Poljaki in v liberalnih ruskih krogih postal znan kot "Vilenski rabelj". Kot "wieszatiel" (rabelj) se včasih omenja celo v sodobnem poljskem zgodovinopisju. Za številne nacionalno zavestne Ruse je bil Muravjov nacionalni  junak in dejanski vodja "ruske strani". Muravjova so na njegov god, 8. novembra 1863, zasuli s čestitkami, kar je bila v Rusiji prej neznana oblika javnega izražanja.
Po vojaškem porazu upornikov je Muravjov začel vrsto korenitih reform, katerih cilj je bil odpraviti žarišča za prihodnje vstaje. Okrepil je gospodarski, izobraževalni in socialni položaj pravoslavnih beloruskih kmetov, ki so v tistem času predstavljali večino prebivalstva Belorusije. Veliko pozornosti je posvečal obnovi njenega pravoslavnega značaja, saj je pravoslavje imel za najboljše sredstvo proti morebitni nezvestobi. Ob tem je bil tudi prepričan, da osvobaja starodavne ruske dežele izpod poljskega jarma. 
1. maja 1865 je bil razrešen s položaja generalnega guvernerja. Za svoje ključne zasluge za cesarstvo je prejel naziv komit in konec leta 1865 in v začetku leta 1866 pisal svoje spomine. V času svoje smrti je Muravjov preiskoval poskus atentata na carja, ki ga je izvedel Dmitrij Karakozov. 

## Sodobne reakcije
Dolgoročno se je Muravjovova politika izkazala za mešano. Leta 1905 je na Poljskem izbruhnil nov upor proti Ruskemu imperiju. Kot guverner je imel ključno vlogo pri izkoreninjenju katolištva v Belorusiji. Prepovedal je gradnjo novih cerkva in obstoječe preuredil v pravoslavne kapele. Muravjov je svojo politiko rusifikacije opravičeval s trditvijo, da sta poljska in litovska uprava izvajali polonizacijo. 
Ocene Muravjovove dejavnosti s strani izobraženih slojev ruske družbe so se gibale od navdušenih Fjodorja Tjučeva do jedkih satir Nikolaja Nekrasova. Po zadušitvi vstaje leta 1863 se je slavni emigrantski pisatelj Aleksander Hercen grenko pošalil, da bi moral Muravjov na prestolu zamenjati Aleksandra II. kot bolj dosleden in odločen nacionalist. Na Poljskem in v Litvi so ga imeli za poosebitev carske represije in rusifikacije.

## Nagrade in odlikovanja
- Red svetega Vladimirja 4. stopnje z lento (1812)  za zasluge v bitki pri Borodinu
- Red svete Ane 2. stopnje (1828)
- Red svete Ane 1. stopnje (1831)
- Imperatorska krona k Redu svete Ane 1. stopnje (1834)
- Red svetega Vladimirja 2. stopnje (1836)
- tobačnica z monogramom njegovega veličanstva (1839)
- Red belega orla (1843)
- Red svetega Aleksandra Nevskega (1852)
- Red svetega Jurija 4.stopnje (1855) za 25 let častniškega položaja
- Diamantni znak k Redu svetega Aleksandra Nevskega (1856)
- Red svetega Vladimirja 1. stopnje z meči (1858)
- Red svetega Andreja (1863) za upravljanje litovsko-beloruske gubernije
- Diamantni znak k Redu svetega Andreja (1866)
- Odlikovanje za brezhibno služenje 20 let (1844)
- Odlikovanje za brezhibno služenje 25 let (1850)
- Odlikovanje za brezhibno služenje 30 let (1854)

## Vira
- Adam Bruno Ulam, Prophets and conspirators in prerevolutionary Russia, Transaction Publishers, 1998, Google Print: str. 8
- A.N. Mosolov, "Vilenskie ocherki" v Russkaia starina no. 11, 1883, str. 405.